# Salmijärvi (Junosuando socken, Norrbotten, 750619-178941)
Salmijärvi är en sjö i Pajala kommun i Norrbotten och ingår i Torneälvens huvudavrinningsområde.